# 土黃山鱂
土黃山鱂為輻鰭魚綱鯉齒目鯉齒亞目鯉齒鱂科的其中一種，分布於南美洲的的喀喀湖流域，體長可達17公分，棲息在中底層水域，生活習性不明，可做為觀賞魚。其种加词“luteus”意为“泥黄色的”。